# Cycas lacrimans
Cycas lacrimans é uma espécie de cicadófita do género Cycas da família Cycadaceae, nativa de Mindanau, nas Filipinas. Esta espécie foi descrita em 2008.